# Theodor Preu
Theodor Preu (né le 29 novembre 1896 à Grießen et décédé le 8 juillet 1974 à Tirschenreuth) est un militaire allemand. Il fut Oberst et servit au sein de la Heer dans la Wehrmacht pendant la Seconde Guerre mondiale.
Il fut récipiendaire de la Croix de chevalier de la Croix de fer. Cette décoration est attribuée pour récompenser un acte d'une extrême bravoure sur le champ de bataille ou un commandement militaire avec succès.

## Biographie
Le 1er septembre 1914, il rejoint volontairement le 1er régiment de chevau-légers royal bavarois (de) à Nuremberg. Après avoir été promu Leutnant, il est envoyé sur le front occidental.
Theodor Preu est capturé par les troupes soviétiques en juin 1944 près de Vitebsk, en Biélorussie, durant l'offensive Vitebsk–Orcha. Il est libéré en 1948.

## Décorations
- Croix de fer (1914)
  - 2e Classe
- Croix d'honneur pour combattants 1914-1918
- Croix de fer (1939)
  - 2e Classe
  - 1re Classe
- Médaille du Front de l'Est
- Croix allemande en Or
- Croix de chevalier de la Croix de fer
  - Croix de chevalier le 9 janvier 1944 en tant que Oberst et commandant du Grenadier-Regiment 21[1]